# 대평면
대평면(大坪面)은 대한민국 경상남도 진주시의 면이다. 남강댐 2차 보강공사로 1998년 10월 면소재지가 새로운 준도시 지역으로 조성되었으며 시내 중심지에서 약 20km에 위치하고 있다. 국도 3호선과 진양호 순환도로 등 사통팔달의 도로망을 갖추고, 대평딸기특화단지 조성으로, 근교시설 농업이 발달하였다. 진양호 일주도로변 자연경관, 망향정 및 진주청동기문화박물관 건립, 지역작가들의 전시를 볼 수 있는 복합문화공간 별의정원 등 풍부한 관광자원으로 관광 명소로 부상하고 있다.

## 연혁
대평면은 예부터 ‘한들’ 또는 ‘큰들’이라고 불리었다. 북쪽은 산청군 단성면, 서쪽은 수곡면, 동쪽은 명석면, 서남쪽은 사천군 곤명면, 남쪽은 진양호와 접하고 있다. 조선 전기 때까지는 진주목 서면의 서신대리, 침곡리, 가을동리, 대평리이던 것이 임진왜란 후에는 대평리로 통합되고, 조선조 후기에는 침곡면과 대평면, 또 구한말 때는 침곡면, 신풍면, 마동면, 대평면이 되었다. 1914년 3월 1일에는 대평면, 신풍면, 마동면, 침곡면, 곤양군 곤명면 본촌동 일부를 통폐합하여 대평면이라 하고 그 속리를 대평리, 신풍리, 내촌리, 당촌리, 하촌리, 상촌리 등 6개리로 하였다. 1995년 1월 1일 진양군에 속하였던 대평면이 도농 복합형 진주시로 통합되었다.

## 행정 구역
- 대평리(大坪里)
- 당촌리(堂村里)
- 내촌리(內村里)
- 신풍리(新豊里)
- 하촌리(下村里)
- 상촌리(上村里)

## 교육
- 한평초등학교

## 명소
- 대평 망향정
- 물안개공원
- 진주청동기문화박물관
- 신풍마을
- 별의정원 문화예술공간